# Rosie O'Grady
Rosie O'Grady er en amerikansk stumfilm fra 1917 af John H. Collins.

## Medvirkende
- Viola Dana som Rosie O'Grady
- Tom Blake som Chimmie
- James Harris som Johnny Allen